# Biddle
Biddle – jednostka osadnicza w Stanach Zjednoczonych, w stanie Montana, w hrabstwie Powder River.